# جيش البر (تونس)
جيش البر التونسي أو القوات البرية التونسية هو سلاح البر التابع للقوات المسلّحة التونسية، يبلغ تعداد جيش البر التونسي قرابة 90,000 عسكري سنة 2023.
رئيس اركان جيش البر هو الفريق أول محمد الغول منذ سنة 2018 .

## التاريخ
خلال ندوة صحفية عقدها صباح الاثنين 08 جويلية 2013, أفاد الناطق الرسمي باسم مؤسسة الرئاسة عدنان منصر تعيين محمد صالح الحامدي رئيسا جديدا لأركان جيش البر. وفي 30 يوليو، أعلن القائد الأعلى للقوات المسلحة عن استقالته لأسباب شخصية. قُبلت الاستقالة وعين الرئيس المنصف المرزوقي القائد الجديد إسماعيل الفتحلي بعد ترقيته إلى رتبة أمير لواء، في 12 أوت 2014.
في 1 جوان 2018 عين الرئيس الباجي قائد السبسي القائد الأعلى للقوات المسلحة العميد محمد الغول رئيسا لأركان جيش البر الذي قام الرئيس قيس سعيد بترقيته لاحقا لرتبة فريق أول أعلى رتبة عسكرية في القوات المسلحة التونسية .

## الرتب العسكرية
|      |          |      |          |      |          |      |          |           |       |           |      |      |      |      |      |           |      |          |
| جندي | جندي أول | رقيب | رقيب أول | عريف | عريف أول | وكيل | وكيل أول | وكيل أعلى | ملازم | ملازم أول | نقيب | رائد | مقدم | عقيد | عميد | أمير لواء | فريق | فريق أول |
|      |          |      |          |      |          |      |          |           |       |           |      |      |      |      |      |           |      |          |